# ديف سترونج
ديف سترونج (بالإنجليزية: Dave Strong)‏ هو لاعب كرة قدم أمريكية أمريكي، ولد في 1916 في مونت فيرنون في الولايات المتحدة، وتوفي في 25 مارس 1993.